# Niklas Luhmann
Niklas Luhmann (Luneburgo, 8 dicembre 1927 – Oerlinghausen, 6 novembre 1998) è stato un sociologo e filosofo tedesco.
Uno dei maggiori esponenti della sociologia tedesca del XX secolo, Luhmann applicò alla società la teoria dei sistemi sociali (sociologia), che ebbe un forte riscontro anche nel campo della filosofia.

## Biografia
Niklas Luhmann nacque l'8 dicembre del 1927 a Luneburgo, nell'attuale Land della Bassa Sassonia; il periodo è conosciuto nella storia tedesca come Repubblica di Weimar (1919-1933). Tra il 1943 e il 1945 fu arruolato nell'aeronautica militare. Nel settembre del 1945 venne rilasciato da un campo di prigionia sotto il controllo degli americani. Nel 1949 conseguì la sua laurea in giurisprudenza presso l'Università di Friburgo in Brisgovia e iniziò subito dopo la pratica legale. Lavorò inizialmente presso l'Alta Corte Amministrativa di Luneburgo occupandosi del sistema di archiviazione delle decisioni della corte e diventando successivamente un funzionario pubblico del Ministero dell'Educazione e della Cultura della Bassa Sassonia, dove fu coinvolto in uno dei progetti di ricostruzione post-bellica, volto a studiare sistemi di compensazione per le ingiustizie perpetrate durante il periodo nazista.
Nel corso di questo periodo ebbe modo di leggere durante il tempo libero i testi di Cartesio, Kant e Husserl, e le teorie funzionaliste di Bronisław Malinowski e di A. F. Radcliffe-Brown. La sua formazione teorica fu influenzata tanto da queste letture, quanto dal prendere parte, in qualità di funzionario dell'amministrazione pubblica, alle attività di ricostruzione della Germania dopo il periodo post-bellico. In questo periodo Luhmann progettò e realizzò inoltre il suo primo sistema di archiviazione (lo "Zettelkasten") che sarà sostituito in seguito da un altro, di nuova concezione, che continuerà a sviluppare per tutto il corso della sua vita. Per la “prova su strada” del suo nuovo strumento di lavoro Luhmann scelse di archiviare le sue letture di Husserl.
Nel 1960 si sposò con Ursula von Walter.
Durante gli anni sessanta i suoi interessi teorici cominciarono ad interferire con gli impegni lavorativi. Nel 1960 vinse una borsa di studio che gli permise di passare un anno negli Stati Uniti ad Harvard, dove studiò con Talcott Parsons. Al ritorno, rassegnò le dimissioni dal suo precedente incarico per dedicarsi completamente ai suoi interessi teoretici. La scelta per la sociologia avvenne naturalmente: «come sociologo, uno può fare di tutto senza essere confinato a un particolare argomento». La sua attività accademica iniziò alla Deutsche Universität für Verwaltungswissenschaften di Spira. In questi anni Luhmann iniziò a riflettere sul perfezionamento della teoria di Talcott Parsons alla luce degli sviluppi intercorsi nel frattempo nei settori della cibernetica e della biologia.
Nel 1966, dopo aver seguito per un semestre i corsi di sociologia, conseguì un dottorato di ricerca presso l'Università di Münster, sotto la supervisione di Helmut Schelsky e Dieter Claessens. Due suoi libri già pubblicati, Funktionen und Folger formaler Organisation del 1964 e Recht und Automation in der öffentlichen Verwaltung del 1966, furono accettati come tesi di dottorato e come volume valido per l'abilitazione all'insegnamento.
Nel 1968, su invito di Helmut Schelsky, divenne professore presso la Facoltà di Sociologia della neonata Università di Bielefeld.
Durante i primi anni '70 organizzò, con Habermas, un ciclo di seminari congiunti che si svolsero presso il Max Planck Institut di Starnberg. Il dibattito, arricchito da quattro volumi di commenti, fu pubblicato con il titolo Theorie der Gesellschaft oder Sozialtechnologie: Was leistet die Systemforschung?. Il provocatorio titolo, probabilmente scelto da Habermas, etichetta le idee di Luhmann come tecnologia sociale ovvero come la massima espressione di un modello tecnocratico della società. Luhmann non si libererà più di questa etichetta che caratterizzerà il suo personaggio come un marchio indelebile secondo forse solo alla proverbiale difficile accessibilità dei suoi scritti.
A partire dai primi anni '80, Luhmann sviluppò con il sud d'Italia e con Raffaele De Giorgi un rapporto speciale culminato con la pubblicazione di Teoria della Società, e con l'istituzione nel 1988 del Centro Studi sul Rischio  presso l'Università del Salento.
La bibliografia completa di Luhmann comprende quasi 50 monografie e 500 articoli scientifici scritti nei suoi quaranta anni di carriera. La ragione di tanta prolificità starebbe - secondo quanto ha sempre sostenuto lo stesso Luhmann - nello schedario di riferimenti incrociati alla cui organizzazione e ri-organizzazione sosteneva di dedicare più tempo che alla scrittura dei libri stessi.
Solo dopo il formale pensionamento e il conferimento dello status di professore emerito trovò il tempo di pubblicare il compendio della sua teoria nei volumi di Die Gesellschaft der Gesellschaft (1997). Il 6 novembre dell'anno successivo, poco prima di compiere il settantunesimo anno di età, Niklas Luhmann morì a causa di un tumore. Anche se la diagnosi ufficiale fu quella di cancro, molte fonti dirette raccontano che Luhmann stesso fosse tutt'altro che convinto di questo. Egli considerò infatti la possibilità che la causa della sua malattia fosse un virus tropicale contratto durante un viaggio svolto anni prima al Cairo in Egitto. Sembra tuttavia che il Tropical Institute di Amburgo, al termine di un check-up, non sia stato in grado di identificare questo presunto virus.

## Pensiero

### Teoria dei sistemi sociali
La creazione intellettuale di Luhmann consiste nell'aver applicato alla società la teoria generale dei sistemi, che bisogna distinguere dalla teoria dei sistemi sociali di Talcott Parsons, la teoria dell'evoluzione biologica. Luhmann parte dalla premessa che gli elementi primari e unici di un qualsiasi sistema sociale non siano gli agenti principali, ovvero gli uomini, ma gli effetti della comunicazione, ovvero comunicazioni che producono altra comunicazione. Senza comunicazione non esiste nessuna forma di sistema sociale, anzi la chiusura operativa del sistema sociale è operata proprio sul concetto di comunicazione. Tutto ciò che c'è nel sistema sociale è solo ed esclusivamente comunicazione.
Un sistema sociale (sistema chiuso) è in grado di costituirsi, ricostituirsi, ma soprattutto di autogestirsi (autoreferenzialità e autopoiesi). Questo è possibile solo mediante una perenne comunicazione. Luhmann precisa che l'uomo non può essere considerato un sistema di questo tipo, perché in realtà rappresenta un altro tipo di sistema più complesso: il sistema psicologico (coscienza), che a differenza del primo è in grado di pensare. I sistemi sociali invece non pensano, ma agiscono, sotto forma di: 
- interazione;
- organizzazione;
- società.

Secondo Luhmann l'osservazione sociologica contiene un elemento problematico. Essa compie ciò che viene descritto in quanto la stessa osservazione è parte dell'oggetto che intende descrivere. In quanto parte della società, l'osservazione deve contenere una componente autologica (deve descrivere anche se stessa nella forma dell'autosservazione).

### Comunicazione
Luhmann radicalizza il concetto di comunicazione, definendolo come unità o sintesi di tre selezioni: emissione (Mitteilung), informazione e comprensione (quest'ultima intesa come osservazione della differenza delle due precedenti selezioni).

### Conoscenza
Innovativo anche tale concetto, che definisce come una forma di riduzione della complessità della realtà: vale a dire che l'atto gnoseologico permette di ridurre la (troppo) ampia varietà di opzioni in cui ci si potrebbe "smarrire o distrarre", e tale operazione permette di aiutare a focalizzare l'essenza teoretica dell'oggetto del pensiero.

## Critica
Le maggiori critiche a Luhmann provengono dalla Scuola di Mannheim (Mannheimer Schule), fondata sul relativismo razionale e critico di Hans Albert e sostenuta dal docente ordinario presso la facoltà di sociologia Hartmut Esser. In particolare viene criticata la metodologia di ricerca.

## Opere
- Sistemi sociali (Soziale Systeme - 1984)
- Conoscenza come Costruzione (Erkenntnis als Konstruktion)
- La fiducia (Vertrauen - 1989, trad. it. 2002) [Vertrauen – ein Mechanismus der Reduktion sozialer Komplexität. Enke, Stuttgart 1968]
- La società della società (Die Gesellschaft der Gesellschaft - 1997)
- L'economia della società (Die Wirtschaft der Gesellschaft - 1988)
- La scienza della società (Die Wissenschaft der Gesellschaft - 1990)
- Il diritto della società (Das Recht der Gesellschaft - 1993)
- L'arte della società (Die Kunst der Gesellschaft - 1995)
- La realtà dei mass-media (Die Realität der Massenmedien - 1996)
- La politica della società (Die Politik der Gesellschaft - 2000)
- La religione della società (Die Religion der Gesellschaft - 2000)
- Il sistema educativo sociale (Das Erziehungssystem der Gesellschaft - 2002)
- Introduzione alla teoria dei sistemi (Einführung in die Systemtheorie - 2002)
- Sociologia del diritto (Rechtssoziologie - 1980)
- Sociologia del rischio (Soziologie des Risikos - 1991)
- I diritti fondamentali come istituzione (Grundrechte als Institution. Ein Beitrag zur politischen Soziologie - 1965)
- Organizzazione e decisione (Organisation und Entscheidung - 2000; trad. it. 2002)
- Pianificazione politica (Politische Planung - 1972)
- Potere (Macht - 1975. Enke, Stuttgart, ISBN 3-432-02205-0)
- Funzione della Religione (Funktion der Religion - 1977)
- Comunicazione Ecologica (Ökologische Kommunikation - 1986, ISBN 3-531-51775-9)

## Altri scritti
- Funzione e Causalità (Funktion und Kausalität, in KZfSS 14, 1962, S. 617–644; ripubblicato in Jürgen Friedrichs & Karl Ulrich Mayer & Wolfgang Schluchter (Hgg.), Soziologische Theorie und Empirie. KZfSS. Auswahlband. Westdeutscher Verlag, Opladen 1997, ISBN 3-531-13139-7, pp. 23–50.
- Archimede e noi. Interviste (Archimedes und wir. Interviews (hgg. von Dirk Baecker und Georg Stanitzek, 1987), Merve Verlag, ISBN 978-3-88396-063-0
- Parlare e Tacere (Reden und Schweigen (con Peter Fuchs, 1989)
- Scritti sulla Pedagogia (Schriften zur Pädagogik (Herausgegeben von Dieter Lenzen, 2004), ISBN 3-518-29297-8
- Scritti sull'arte e la letteratura (Schriften zu Kunst und Literatur (Herausgegeben von Niels Werber, 2008), ISBN 978-3-518-29472-7
- Sociologia Politica (Politische Soziologie (Herausgegeben von André Kieserling, 2010), ISBN 978-3-518-58541-2
- Teoria della Società o Tecnologia sociale (Theorie der Gesellschaft oder Sozialtechnologie. Was leistet die Systemforschung? (con Jürgen Habermas), Frankfurt a.M., 1974, ISBN 978-3-518-06358-3)

## Opere tradotte in italiano
- Teoria della società o tecnologia sociale, Milano, ETAS Kompass, 1973
- Sociologia del diritto, Roma-Bari, Laterza, 1977
- Illuminismo sociologico, Milano, Il Saggiatore, 1983
- Struttura della società e semantica. Roma-Bari, Laterza, 1983
- Sistemi sociali. Fondamenti di una teoria generale, Bologna, Il Mulino, 1990
- La differenziazione del diritto, Bologna, Il Mulino, 1990
- Funzione della religione, Brescia, Morcelliana, 1991
- Teoria della società, Milano, Franco Angeli, 1991
- Procedimenti giuridici e legittimazione sociale, Milano, Giuffrè, 1995
- Osservazioni sul moderno, Roma, Armando, 1995
- Sociologia del rischio, Milano, Mondadori, 1996
- La realtà dei mass media, Milano, Franco Angeli, 2000
- La fiducia, Bologna, Il Mulino, 2002
- Organizzazione e decisione, Milano, Mondadori. 2005
- Il paradigma perduto, Roma, Meltemi, 2005
- Amore come passione, Milano, Mondadori, 2006
- Potere e complessità sociale, Il Saggiatore Tascabili, 2010